# 박세준 (프로게이머)
박세준(1996년 12월 2일 ~ )은 은 대한민국 e스포츠 선수로, 포켓몬스터 게임 시리즈 및 포켓몬 카드 게임 플레이어이다.

## 경력
벤쿠버에서 열린 2013 포켓몬 월드 챔피언쉽 스위스 토너먼트 6라운드까지 진출하고 그 후 준결승에서 코스게 료스케에게 패하여 탈락했다.
워싱턴 D.C에서 열린 2014 포켓몬 월드 챔피언쉽 마스터 부문 결승전에 진출해 Jeudy Azzarelli를 상대로 승리하여 우승을 차지했다. 그가 결승전 엔트리에 사용한 파치리스가 팬들로부터 큰 반향을 일으켰다.